# 软切换
软切换（英語：soft handover, soft handoff）是相同的CDMA频道中的切换，其工作原理是在不中断与原基站的连通的情况下与新的基站连通，再与原基站断开连接，即“先通后断”。软切换是CDMA/WCDMA系统中的两种越区切换中的一种，而另一种——硬切换，则可在不同的CDMA频道中的切换。对于扇区化的基站，在同一基站范围内，不同扇区之间的切换称为更软切换（英語：softer handoff）。